# Tim Duncan
Timothy Theodore Duncan (* 25. April 1976 in Christiansted, Amerikanische Jungferninseln) ist ein US-amerikanischer ehemaliger Basketballspieler und -trainer.
Von 1997 bis 2016 spielte Duncan in der NBA für die San Antonio Spurs. Der 2,11 m große Power Forward/Center gewann mit den Spurs fünf NBA-Meisterschaften (1999, 2003, 2005, 2007 und 2014). Bei den ersten drei Meisterschaften wurde er als MVP der Finalserie geehrt. Darüber hinaus wurde er zweimal zum MVP der Hauptrunde gewählt und stand in 15 NBA All-Star Games, 15 All-NBA Teams und 15 NBA All-Defensive Teams. Er wurde 2020 als Spieler in die Naismith Memorial Basketball Hall of Fame aufgenommen. Duncan gilt für viele Experten als der beste Power Forward aller Zeiten und einer der besten Spieler in der Geschichte der NBA.

## Karriere

### Schul- und Universitätszeit
Wie seine Schwester Tricia, die für die Amerikanischen Jungferninseln an den Olympischen Spielen in Seoul (1988) teilnahm, strebte Duncan zunächst eine Karriere als Schwimmer an. Als im September 1989 Hurrikan Hugo das einzige große Schwimmbecken auf Saint Croix zerstörte, wurde das Training ins offene Meer verlegt. Der talentierte Duncan, der sich vor Haien fürchtete, wandte sich daraufhin dem Basketball zu. Obwohl er außergewöhnlich gut spielte, fiel Duncan auf seiner abgeschiedenen Insel keinem College-Trainer auf. Einzig die Wake Forest University in North Carolina bot ihm ein Stipendium an, und das nur, weil der damalige NBA-Spieler Chris King Duncan zufällig spielen sah, und seinem alten College-Trainer davon berichtete.
Von Anfang an konnte Duncan bei den Demon Deacons überzeugen und gehörte zu den besten Spielern der relativ starken Atlantic Coast Conference. Duncan deklassierte Marylands Joe Smith, der im selben Jahrgang wie Duncan war und 1995 als an erster Stelle in der NBA Draft ausgewählt wurde. Duncan dagegen entschied sich, auf dem College zu bleiben. Auch 1996, als er die Chance gehabt hätte, vor Allen Iverson an erster Stelle in der Draft gewählt zu werden. Im selben Jahr wurde er zum „Spieler des Jahres“ in der ACC gewählt, und ebenso im Jahr darauf. Damit ist er einer der wenigen Spieler, die diese Auszeichnung mehrfach gewinnen konnten. Wake Forest zog zu Duncans Ehren die Trikotnummer 21 zurück. Er verließ das College als bester Rebounder der NCAA-Geschichte (dieser Rekord wurde erst 2011 von Kenneth Faried gebrochen).

### NBA
Sein Abgang und Abschluss am College stand für 1997 fest, und somit auch seine Teilnahme an der NBA Draft 1997. Nach gewonnener Draft-Lottery wählten die San Antonio Spurs Duncan an erster Stelle. Da die Spurs mit David Robinson bereits einen starken Center hatten, wurde das Duo Robinson/Duncan die Twin Towers (deutsch: Zwillingstürme) genannt, in Anlehnung an die früheren Twin Towers der Houston Rockets, Hakeem Olajuwon und Ralph Sampson.

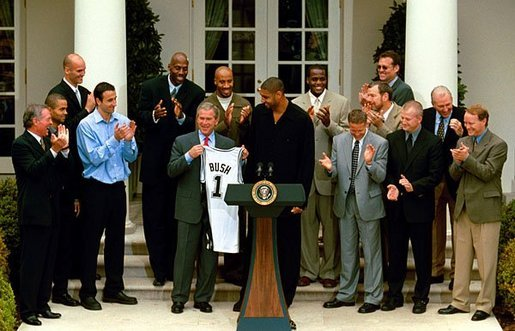
Duncan und die Spurs zu Gast im Weißen Haus nach dem Finalsieg 2003

Bereits in seiner ersten NBA-Saison gelangen Duncan mehrere Rekorde. Zum einen war er der erste NBA-Spieler, der jede mögliche Auszeichnung als „Rookie des Monats“ erhielt. Zum anderen wurde er nach der Saison in das All-NBA Team, die Auswahl der fünf besten Spieler der Liga, gewählt, was ihn mit 22 Jahren zum jüngsten Gewinner dieser Auszeichnung machte (diese Marke wurde jedoch später von LeBron James unterboten). Sogar bei der Wahl zum MVP bekam er etliche Stimmen und landete am Ende auf dem fünften Platz.
In Duncans zweite Saison fiel der NBA Lockout des Jahres 1998/99. Die Saison fand aber schließlich, wenn auch auf 50 Spiele verkürzt, statt. In den Playoffs besiegten die Spurs die Los Angeles Lakers und Portland Trail Blazers, jeweils mit 4:0, bevor sie im Finale die New York Knicks mit 4:1 schlugen. Für die Spurs war es der erste Meistertitel in der Vereinsgeschichte. Als zweitjüngster Spieler nach Magic Johnson wurde Duncan zum MVP der Finalserie gewählt.
In der Saison 1999/2000 konnten die Spurs ihren Titel nicht verteidigen, sondern verloren bereits in der ersten Runde gegen die Phoenix Suns, auch da Duncan verletzungsbedingt ausfiel. Im Jahr 2000 lief auch Duncans Vertrag mit den Spurs aus, woraufhin er von zahlreichen NBA-Teams heiß umworben wurde. Auf Drängen von David Robinson blieb er jedoch bei den Spurs. In der Saison 2000/01 verloren die Spurs 0:4 gegen die Lakers, die nach einem außergewöhnlichen Lauf von 15:1-Siegen NBA-Meister 2001 wurden. 2002 verloren die Spurs mit Duncan erneut gegen die Lakers, diesmal mit 1:4. Allerdings wurde Duncan in dieser Saison zum ersten Mal als MVP der Liga ausgezeichnet, womit er ebenfalls (nach Wilt Chamberlain und Wes Unseld) zu den jüngsten Gewinnern dieser Trophäe wurde.

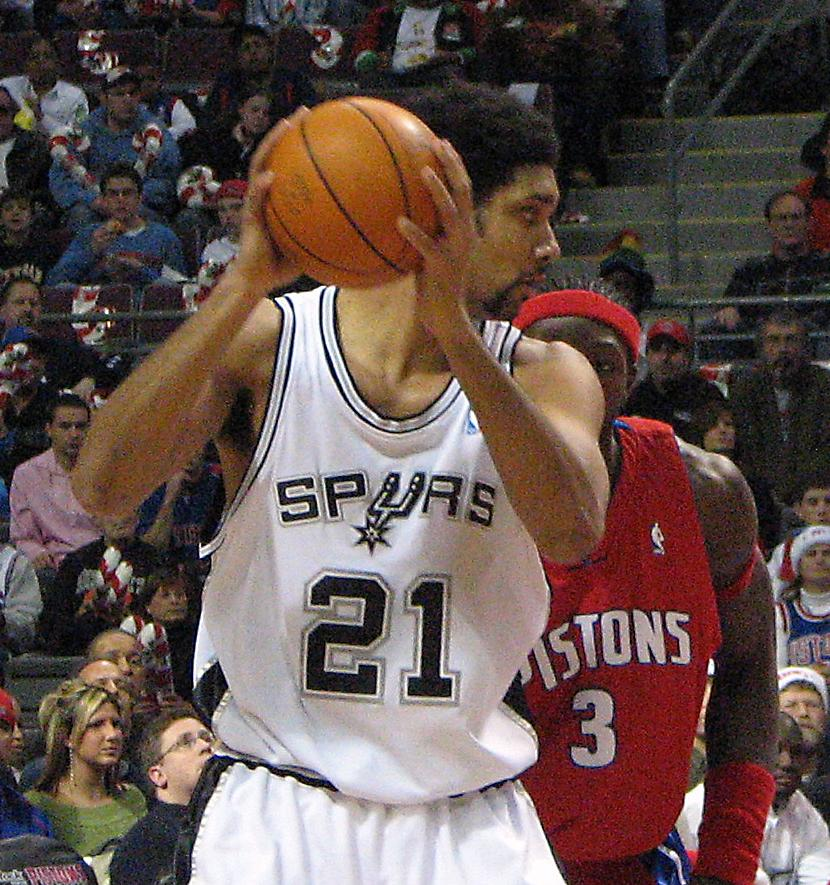
Tim Duncan (#21), verteidigt von Ben Wallace (#3), in der NBA-Saison 2005/06.

In den Playoffs 2003 gelang es den Spurs erstmals seit 1999 die Lakers zu schlagen. Nachdem sie die Dallas Mavericks in der Conference-Finalserie geschlagen hatten, besiegten sie die New Jersey Nets um Jason Kidd mit 4:2. Erneut wurde Duncan zum MVP der Saison und der Finalserie gekürt. Im entscheidenden sechsten Spiel der Finalserie erzielte Duncan mit 21 Punkten, 20 Rebounds, 10 Assists und 8 Blocks beinahe ein sogenanntes „Quadruple-Double“ (zweistellige Werte in vier Statistikkategorien) und stellte nebenbei eine Bestmarke für Blocks in einer Endspielserie auf. Duncans Mannschaftskollege Robinson beendete nach diesem Triumph seine Karriere, damit endete die Zeit der texanischen „Zwillingstürme“. Duncan und er wurden für den gemeinsamen Titelgewinn beide von der Zeitschrift Sports Illustrated zum Sportler des Jahres 2003 gewählt.
Als Ersatz für Robinson holten die Spurs für die nächste Saison den Slowenen Radoslav Nesterovič. 2004 gelang den Lakers, verstärkt mit Karl Malone und Gary Payton, die Revanche. Nach einem 4:2-Sieg über die Spurs zogen sie ins Finale ein.
Nach dem Wechsel von Shaquille O’Neal nach Miami fielen die Lakers während der Saison 2004/05 als Favorit im Westen aus und somit galten Duncans Spurs als Titelkandidat. Nach relativ problemlosen Siegen gegen die Seattle SuperSonics und die Phoenix Suns zogen die Spurs zum dritten Mal in sechs Jahren ins Finale ein. Nach sieben Spielen hatten sie die Detroit Pistons mit 4:3 geschlagen. Duncan wurde in jeder Finalserie zum MVP der Finalserie gekürt. Nach Rekordhalter Michael Jordan (sechsmal) und LeBron James (viermal) liegt Duncan in dieser Hinsicht mit Magic Johnson und Shaquille O’Neal (je dreimal) gleichauf.
Während der NBA-Saison 2005/06 litt Duncan während des Großteils der Saison unter einem Fersensporn, was zu einem Abfall seiner Leistung führte. Die Spurs erreichten das Western Conference Halbfinale und mussten sich Dirk Nowitzkis Dallas Mavericks stellen. Duncan war seinem Gegenüber mit 32,2 zu 27,1 Punkten pro Spiel überlegen, doch als es nach sechs Spielen 3:3 stand, wurde Duncan zur tragischen Figur. Obwohl er im siebten und entscheidenden Spiel 39 Punkte verbuchen konnte, verfehlte er in der Verlängerung sechs von sieben Würfen und die Spurs mussten sich dem texanischen Widersacher geschlagen geben. In der folgenden Saison waren die Spurs erneut unter den Favoriten auf die Meisterschaft und schafften es abermals in die Playoffs. In der ersten Runde konnten sie sich bereits nach fünf Spielen gegen die Denver Nuggets, in der zweiten Runde nach sechs Spielen gegen die Phoenix Suns und in der dritten Runde nach fünf Spielen gegen die Utah Jazz durchsetzen. In der Finalserie warteten die Cleveland Cavaliers rund um Superstar LeBron James auf sie, doch die Spurs machten kurzen Prozess. Mit vier überlegenen Siegen setzten sich die Spurs deutlich durch und sicherten sich die Meisterschaft. Diesmal musste Duncan zum ersten Mal den MVP-Titel der Finalserie einem anderen Spieler, seinem Mannschaftskollegen Tony Parker, überlassen. Duncan bezeichnete diese als die beste von den vier Meisterschaften, die er gewinnen konnte. Sein ehemaliger Mitspieler, die Spurs-Legende David Robinson, nannte die vier Titel die „Tim-Duncan-Ära“ und Coach Gregg Popovich lobte Duncan ebenfalls.

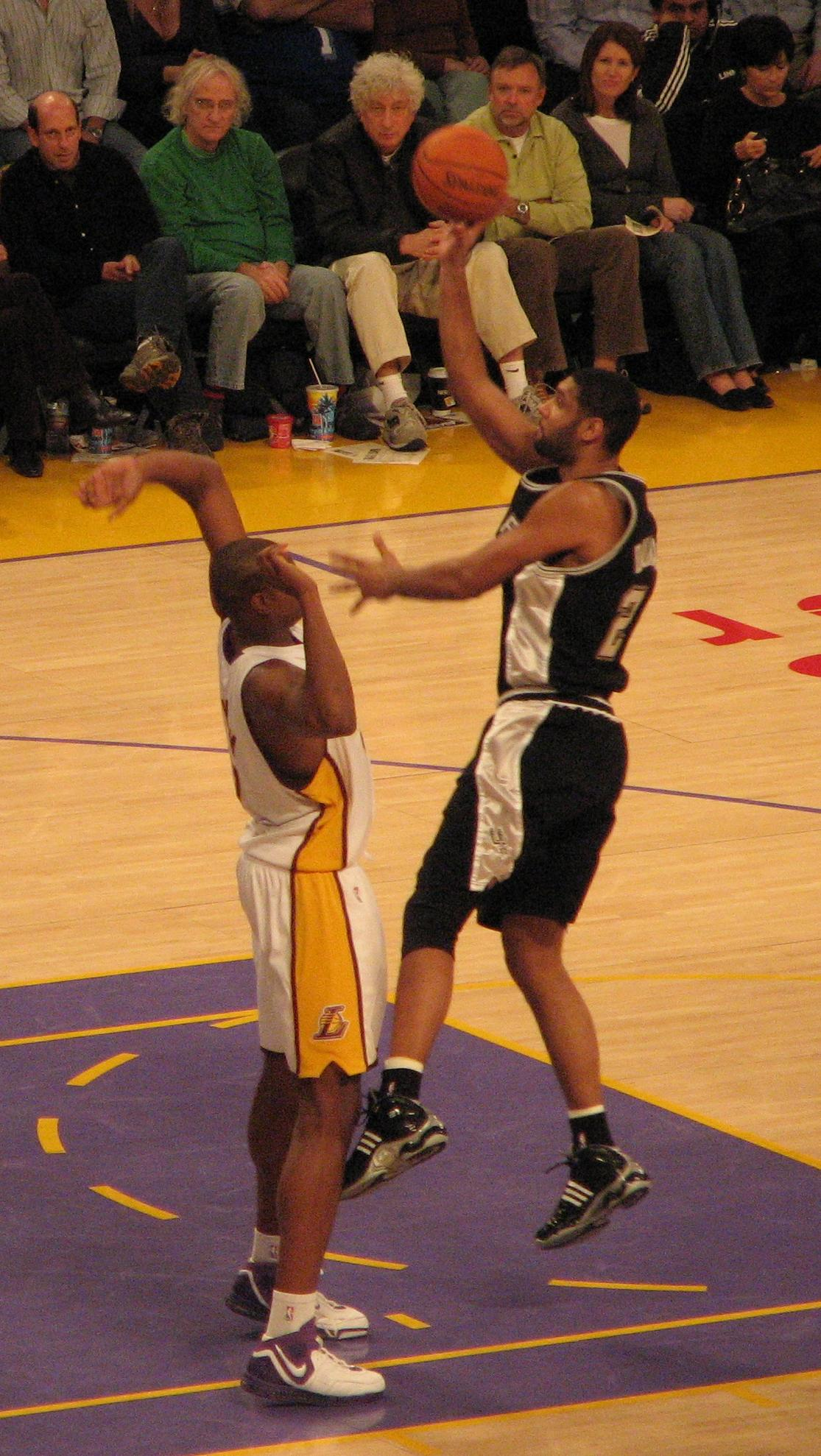
Duncan wirft über Andrew Bynum von den L.A. Lakers

In der NBA-Saison 2007/08 brachte Duncan seine gewohnte Leistung von knapp 20 Punkten und 10 Rebounds pro Spiel und führte seine Mannschaft zu 56 Siegen in 82 Spielen. In der ersten Playoff-Runde mussten sie erneut gegen die Suns antreten, die die Spurs in drei der letzten vier Spielzeiten in der Endrunde aus dem Rennen geworfen hatten. In dieser Saison hatte sich Phoenix jedoch durch die Verpflichtung von Shaquille O’Neal verstärkt, der eigens dafür geholt wurde, die Suns durch die Playoffs zu führen. Bereits im ersten Spiel der Serie wurde Duncan gefordert und konterte mit 40 Punkten sowie einem seiner seltenen Dreipunktewürfe, der das Spiel in die zweite Verlängerung schickte. Am Ende konnten die Spurs den Sieg in diesem Spiel und später auch in der Serie erringen. In der zweiten Runde hatten die Spurs gegen die New Orleans Hornets und deren Anführer Chris Paul schon größere Schwierigkeiten, konnten sich aber nach sieben Spielen durchsetzen. In den Western Conference Finals war jedoch Schluss für San Antonio: Die Los Angeles Lakers waren einfach zu stark und setzten sich gegen die Texaner nach fünf Spielen durch. In der folgenden Saison begann Duncan stark, musste sich jedoch ab der Mitte der Saison verletzungsbedingt etwas zurücknehmen. Trotz dieser Probleme und dem Ausfall von Ginobili schafften es die Spurs, sich für die Playoffs zu qualifizieren. In der ersten Runde wurden sie aber auch schon nach fünf Spielen von den Mavericks aus dem Rennen geworfen. 2009/10 holten sich die Spurs Richard Jefferson, Antonio McDyess, Theo Ratliff, DeJuan Blair und Keith Bogans. Trotz seines voranschreitenden Alters war Duncan noch immer für 20 Punkte und 10 Rebounds pro Spiel gut und wurde in die Startaufstellung des Western Conference Teams für das NBA All-Star Game 2010 gewählt. Dieses Jahr setzte sich Duncan mit seiner Mannschaft in der ersten Playoff-Runde nach sechs Spielen gegen die Mavericks durch, allerdings musste man sich hernach sang- und klanglos nach vier Spielen in der zweiten Runde den Suns geschlagen geben.

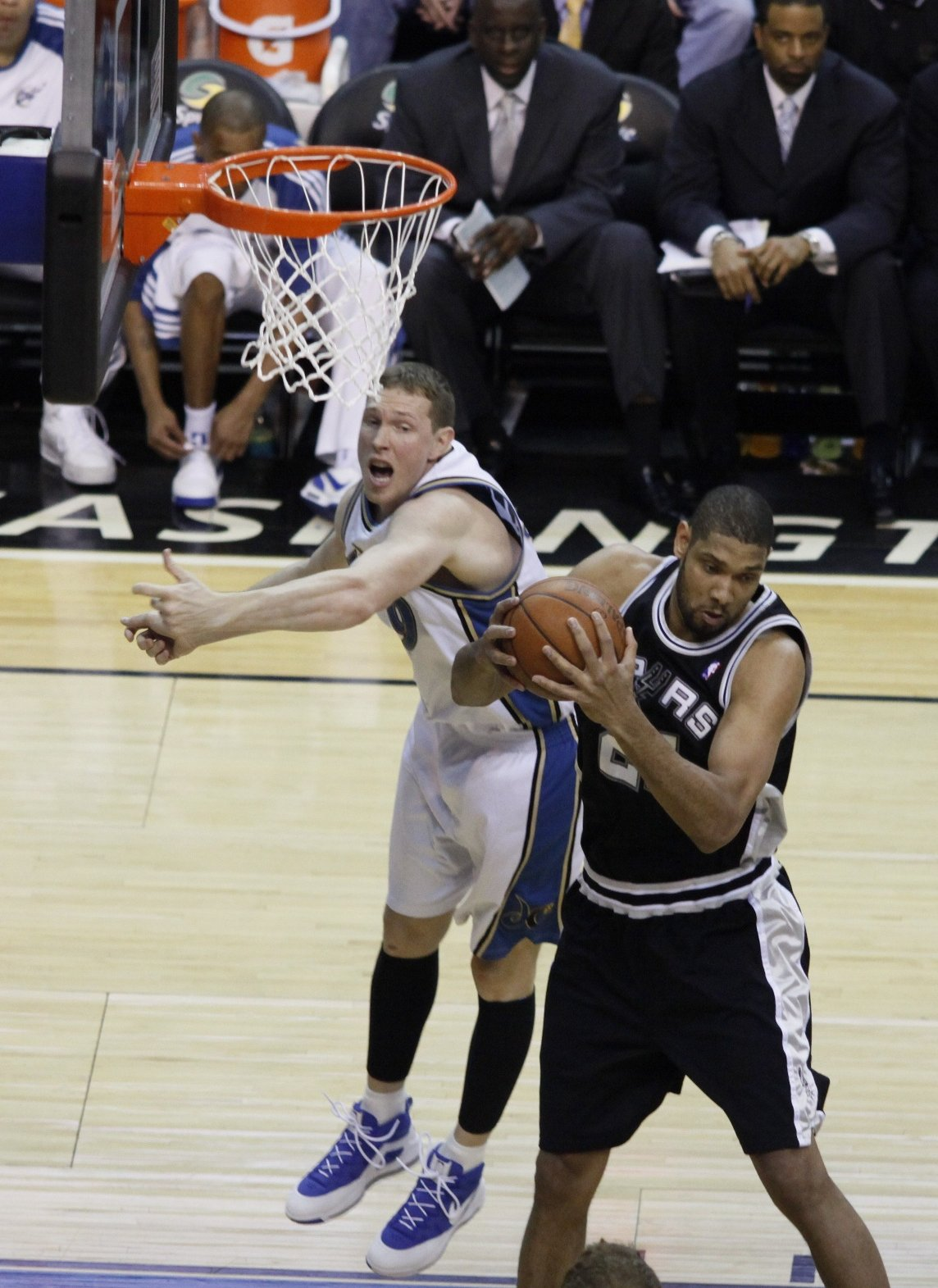
Duncan, 2009

In der NBA-Saison 2010/11 konnten die Spurs 42 der ersten 50 Spiele gewinnen und hatten somit den sechstbesten Saisonstart in der Geschichte der NBA (nach 50 Spielen) hingelegt. In der Saison 2012/13 schafften es die Spurs erneut in die NBA-Finalsserie, mussten sich jedoch im entscheidenden siebten Spiel den Miami Heat geschlagen geben. Dies war Duncans erste Finalniederlage seiner Karriere.

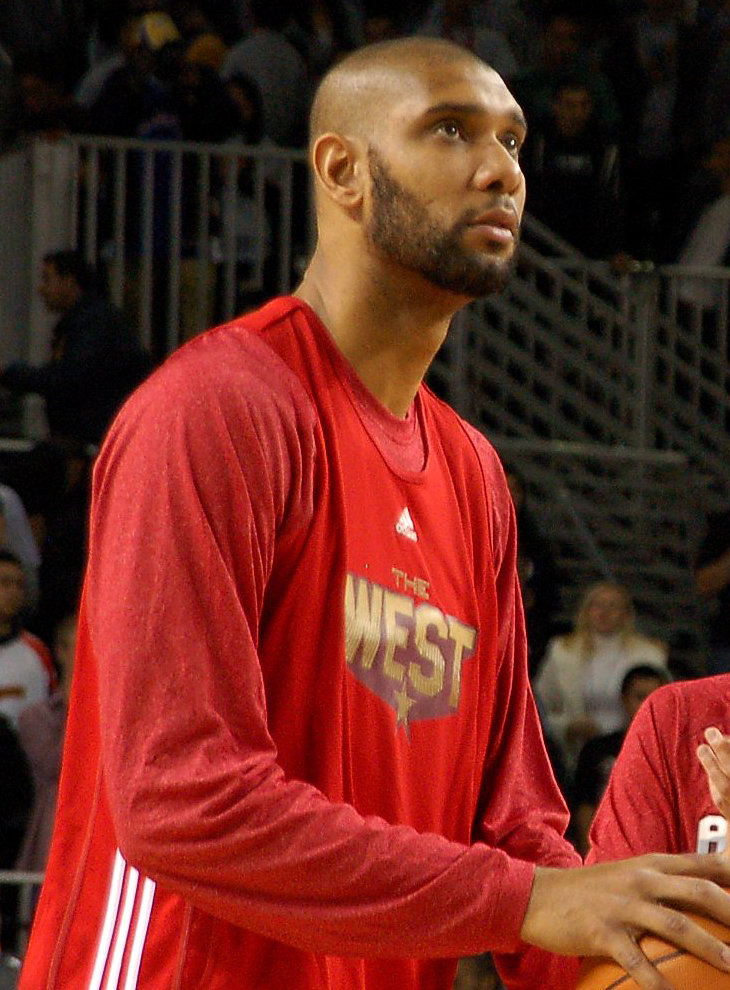
Duncan während des NBA All-Star Games 2011

Die Saison 2013/14 beendeten die Spurs mit der besten Bilanz der NBA-Hauptrunde (62:20). Nach Playoff-Erfolgen über die Dallas Mavericks (4:3), Portland Trail Blazers (4:1) und Oklahoma City Thunder (4:2) erreichten die Spurs zum sechsten Mal in Duncans Karriere die NBA-Finalserie. Dort trafen sie auf den Titelverteidiger, die Miami Heat. Anders als im Vorjahr setzten sich die Spurs diesmal durch und Duncan konnte den fünften Titelgewinn seiner NBA-Karriere feiern. Nach der Saison wurde er mit dem Twyman-Stokes Teammate of the Year Award als Vorzeigemannschaftskollege ausgezeichnet.
In der Saison 2014/15 schied Duncan jedoch mit den Spurs bereits in der ersten Playoffrunde gegen die Los Angeles Clippers aus. Nach dem Playoff-Aus lief sein Vertrag aus und es wurde über ein Karriereende Duncans spekuliert. Er unterschrieb jedoch am 9. Juli 2015 einen Zweijahresvertrag bei den Spurs, womit er in seine 19. NBA-Saison mit den Texanern ging.
In seinem 1311. NBA-Hauptrundenspiel gelang ihm zum ersten Mal kein Treffer aus dem Feld (bei acht Versuchen). Nur vier weiteren Spielern gelang zumindest ein Treffer aus dem Feld in mehr als 1000 Spielen in Folge: Hakeem Olajuwon (1,075, 1984–1999), Michael Jordan (1,072, 1984–2003, alle Spiele), Kevin Garnett (1,066, 1996–2010) und Alex English (1,043, 1977–1990). In seinem 1360. Hauptrundenspiel erzielte er zum ersten Mal keinen einzigen Punkt. Er ist diesbezüglich Spitzenreiter vor Karl Malone, der in den ersten 1356 Spielen seiner NBA-Laufbahn jeweils mindestens einen Punkt verbuchte (1985–2002). Nur Jordan gelang in jedem seiner 1072 Spiele (Minimum 1000 Spiele) mindestens ein Punkt.
Mit dem Sieg der Spurs bei den Utah Jazz am 5. April 2016 errang Duncan den 1000. NBA-Hauptrundensieg seiner Karriere und wurde damit erst der dritte Spieler nach Kareem Abdul-Jabbar (1074) und Robert Parish (1014), dem das gelang. Zugleich hatte er damit John Stockton (953) mit den meisten Siegen für dasselbe Team überholt.
Am 11. Juli 2016 beendete Tim Duncan seine Karriere.
In Anerkennung seiner Leistungen wird Duncans Trikotnummer, die 21, bei den Spurs nicht mehr vergeben. Das Trikot wurde nach dem NBA-Spiel gegen die New Orleans Pelicans am 18. Dezember 2016 unter die Hallendecke gehängt. Damit ist er der achte Spieler der San Antonio Spurs, dessen Nummer nicht mehr vergeben wird.

### Trainer
Im Juli 2019 wurde Duncan von den San Antonio Spurs als Assistenztrainer verpflichtet und wurde somit Mitglied des Stabes Gregg Popovichs.

## Auszeichnungen
- 5× NBA Meisterschaften: 1999, 2003, 2005, 2007, 2014
- 3× NBA Finals MVP: 1999, 2003, 2005
- 2× NBA MVP: 2002, 2003
- 1× NBA All-Star Game MVP: 2000
- 15× NBA All-Star: 1998, 2000–2011, 2013, 2015
- 15× All-NBA Team
  - 10× 1st Team: 1998–2005, 2007, 2013
  - 3× 2nd Team: 2006, 2008, 2009
  - 2× 3rd Team: 2010, 2015
- 15× NBA All-Defensive Team
  - 8× 1st Team: 1999–2003, 2005, 2007, 2008
  - 7× 2nd Team: 1998, 2004, 2006, 2009, 2010, 2013, 2015
- NBA All-Rookie First Team: 1998
- NBA Rookie of the Year: 1998
- 1× Twyman-Stokes Teammate of the Year Award: 2015

## Spielweise

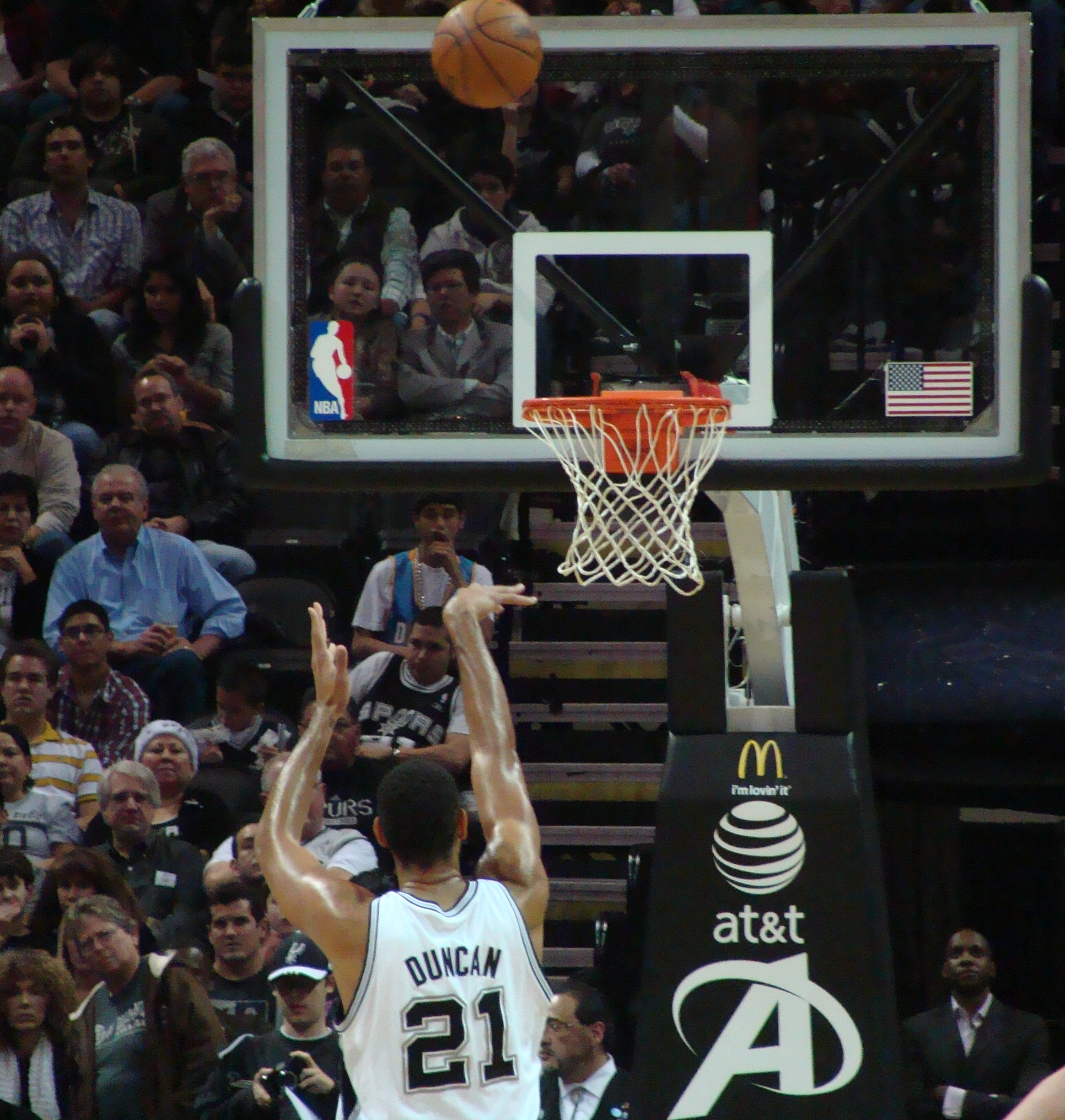
Duncan beim Freiwurf (2010)

In jedem seiner ersten 13 NBA-Jahre stand Duncan sowohl im All-NBA-Team als auch im All-Defensive-Team (alleiniger Rekord). Er war nicht annähernd so spektakulär wie beispielsweise Kobe Bryant oder LeBron James, wusste aber durch seine großartig ausgebildeten Grundlagen und seine hohe Spielintelligenz zu überzeugen. Besonders hervorstechend waren sein Wurf mit Brett aus der Mitteldistanz und seine Passfähigkeiten. Wegen seiner sehr guten Basketballgrundlagen verlieh ihm sein jahrelanger Konkurrent Shaquille O’Neal den Spitznamen „The Big Fundamental“. Tim Duncan gilt als einer der besten Spieler der NBA-Geschichte und bei vielen Experten und Fans als der beste Power Forward aller Zeiten.
Sein Trainer bei den Spurs, Gregg Popovich, äußerte einmal über seinen Schützling: „Man hat nie gesehen, wie Timmy sich auf die Brust geschlagen hat, als wäre er der erste Mensch, der einen Basketball gedunkt hat, so wie es manch andere Spieler heutzutage tun. Er zeigte nicht Richtung Himmel, er spielte einfach. Wir haben es so lange gesehen, dass es fast schon alltäglich war. Aber es ist derartig besonders, dass man sich dessen erinnern muss.“

## Statistiken

### Reguläre Saison
- 26.226 Punkte (Platz 14 in der ewigen NBA-Rangliste)
- 14.869 Rebounds (Platz 7 in der ewigen NBA-Rangliste)
  - 840 Double-doubles bei Punkten und Rebounds (Platz 1 in der ewigen NBA-Rangliste)
- 2.982 Blocks (Platz 5 in der ewigen NBA-Rangliste)
- 4.147 Assists
- 1.000 Steals
- 1.358 Spiele (Platz 10 in der ewigen NBA-Rangliste)

### Playoffs
- 5.113 Punkte (Platz 5 in der ewigen NBA-Rangliste)
- 2.810 Rebounds (Platz 3 in der ewigen NBA-Rangliste)
- 555 Blocks (Platz 1 in der ewigen NBA-Rangliste)
- 749 Assists (Platz 27 in der ewigen NBA-Rangliste)
- 166 Steals (Platz 37 in der ewigen NBA-Rangliste)
- 241 Spiele (Platz 3 in der ewigen NBA-Rangliste)
- 9152 Spielminuten (NBA-Rekord)

### Sonstiges
Mit den San Antonio Spurs gewann Tim Duncan in seinen 18 Saisons immer mindestens 50 Saisonspiele (ausgenommen in der verkürzten Saison 1998/99) und erreichte damit jedes Jahr die Play-offs.

## Karriere Statistiken
| Legende | Legende                                        | Legende | Legende                                                     | Legende | Legende                                          |
| ------- | ---------------------------------------------- | ------- | ----------------------------------------------------------- | ------- | ------------------------------------------------ |
| GP      | Absolvierte Spiele (Games played)              | GS      | Spiele von Beginn an (Games started)                        | MPG     | Absolvierte Minuten pro Spiel (Minutes per game) |
| FG%     | Wurfquote aus dem Feld (Field-goal percentage) | 3P%     | Wurfquote Drei-Punkte-Würfe (3-point field-goal percentage) | FT%     | Freiwurfquote (Free-throw percentage)            |
| RPG     | Rebounds pro Spiel (Rebounds per game)         | APG     | Assists pro Spiel (Assists per game)                        | SPG     | Steals pro Spiel (Steals per game)               |
| BPG     | Blocks pro Spiel (Blocks per game)             | PPG     | Punkte pro Spiel (Points per game)                          | FETT    | Karriere-Bestmarke                               |

### Regular Season
| Saison   | Team        | GP   | GS   | MPG  | FG % | 3P % | FT % | RPG  | APG | SPG | BPG | PPG  |
| -------- | ----------- | ---- | ---- | ---- | ---- | ---- | ---- | ---- | --- | --- | --- | ---- |
| 1997–98  | San Antonio | 82   | 82   | 39.1 | .549 | .000 | .662 | 11.9 | 2.7 | 0.7 | 2.5 | 21.1 |
| 1998–99  | San Antonio | 50   | 50   | 39.3 | .495 | .143 | .690 | 11.4 | 2.4 | 0.9 | 2.5 | 21.7 |
| 1999–00  | San Antonio | 74   | 74   | 38.9 | .490 | .091 | .761 | 12.4 | 3.2 | 0.9 | 2.2 | 23.2 |
| 2000–01  | San Antonio | 82   | 82   | 38.7 | .499 | .259 | .618 | 12.2 | 3.0 | 0.9 | 2.3 | 22.2 |
| 2001–02  | San Antonio | 82   | 82   | 40.6 | .508 | .100 | .799 | 12.7 | 3.7 | 0.7 | 2.5 | 25.5 |
| 2002–03  | San Antonio | 81   | 81   | 39.3 | .513 | .273 | .710 | 12.9 | 3.9 | 0.7 | 2.9 | 23.3 |
| 2003–04  | San Antonio | 69   | 68   | 36.6 | .501 | .167 | .599 | 12.4 | 3.1 | 0.9 | 2.7 | 22.3 |
| 2004–05  | San Antonio | 66   | 66   | 33.4 | .496 | .333 | .670 | 11.1 | 2.7 | 0.7 | 2.6 | 20.3 |
| 2005–06  | San Antonio | 80   | 80   | 34.8 | .484 | .400 | .629 | 11.0 | 3.2 | 0.9 | 2.0 | 18.6 |
| 2006–07  | San Antonio | 80   | 80   | 34.1 | .546 | .111 | .637 | 10.6 | 3.4 | 0.8 | 2.4 | 20.0 |
| 2007–08  | San Antonio | 78   | 78   | 34.0 | .497 | .000 | .730 | 11.3 | 2.8 | 0.7 | 1.9 | 19.3 |
| 2008–09  | San Antonio | 75   | 75   | 33.7 | .504 | .000 | .692 | 10.7 | 3.5 | 0.5 | 1.7 | 19.3 |
| 2009–10  | San Antonio | 78   | 77   | 31.3 | .518 | .182 | .725 | 10.1 | 3.2 | 0.6 | 1.5 | 17.9 |
| 2010–11  | San Antonio | 76   | 76   | 28.4 | .500 | .000 | .716 | 8.9  | 2.7 | 0.7 | 1.9 | 13.4 |
| 2011–12  | San Antonio | 58   | 58   | 28.2 | .492 | .000 | .695 | 9.0  | 2.3 | 0.7 | 1.5 | 15.4 |
| 2012–13  | San Antonio | 69   | 69   | 30.1 | .502 | .286 | .817 | 9.9  | 2.7 | 0.7 | 2.7 | 17.8 |
| 2013–14  | San Antonio | 74   | 74   | 29.2 | .490 | .000 | .731 | 9.7  | 3.0 | 0.6 | 1.9 | 15.1 |
| 2014–15  | San Antonio | 77   | 77   | 28.9 | .512 | .286 | .740 | 9.1  | 3.0 | 0.8 | 2.0 | 13.9 |
| 2015–16  | San Antonio | 61   | 60   | 25.2 | .488 | .000 | .702 | 7.3  | 2.7 | 0.8 | 1.3 | 8.6  |
| Gesamt   | Gesamt      | 1392 | 1389 | 34.0 | .506 | .179 | .696 | 10.8 | 3.0 | 0.7 | 2.2 | 19.0 |
| All-Star | All-Star    | 15   | 12   | 20.7 | .548 | .250 | .765 | 9.1  | 2.1 | 0.9 | 0.5 | 9.3  |

### Playoffs
| Saison  | Team        | GP  | GS  | MPG  | FG % | 3P %  | FT % | RPG  | APG | SPG | BPG | PPG  |
| ------- | ----------- | --- | --- | ---- | ---- | ----- | ---- | ---- | --- | --- | --- | ---- |
| 1997–98 | San Antonio | 9   | 9   | 41.6 | .521 | .000  | .667 | 9.0  | 1.9 | 0.6 | 2.6 | 20.7 |
| 1998–99 | San Antonio | 17  | 17  | 43.1 | .511 | .000  | .748 | 11.5 | 2.8 | 0.8 | 2.6 | 23.2 |
| 2000–01 | San Antonio | 13  | 13  | 40.5 | .488 | 1.000 | .639 | 14.5 | 3.8 | 1.1 | 2.7 | 24.4 |
| 2001–02 | San Antonio | 9   | 9   | 42.2 | .453 | .333  | .822 | 14.4 | 5.0 | 0.7 | 4.3 | 27.6 |
| 2002–03 | San Antonio | 24  | 24  | 42.5 | .529 | .000  | .677 | 15.4 | 5.3 | 0.6 | 3.3 | 24.7 |
| 2003–04 | San Antonio | 10  | 10  | 40.5 | .522 | .000  | .632 | 11.3 | 3.2 | 0.8 | 2.0 | 22.1 |
| 2004–05 | San Antonio | 23  | 23  | 37.8 | .464 | .200  | .717 | 12.4 | 2.7 | 0.3 | 2.3 | 23.6 |
| 2005–06 | San Antonio | 13  | 13  | 37.9 | .573 | .000  | .718 | 10.5 | 3.3 | 0.8 | 1.9 | 25.8 |
| 2006–07 | San Antonio | 20  | 20  | 36.8 | .521 | -     | .644 | 11.5 | 3.3 | 0.7 | 3.1 | 22.2 |
| 2007–08 | San Antonio | 17  | 17  | 39.2 | .449 | .200  | .626 | 14.5 | 3.3 | 0,9 | 2.1 | 20.2 |
| 2008–09 | San Antonio | 5   | 5   | 32.8 | .532 | -     | .607 | 8.0  | 3.2 | 0.6 | 1.2 | 19.8 |
| 2009–10 | San Antonio | 10  | 10  | 37.3 | .520 | .500  | .478 | 9.9  | 2.6 | 0.8 | 1.7 | 19.0 |
| 2010–11 | San Antonio | 6   | 6   | 35.3 | .478 | -     | .625 | 10.5 | 2.7 | 0.5 | 2.5 | 12.7 |
| 2011–12 | San Antonio | 14  | 14  | 33.1 | .495 | .000  | .707 | 9.4  | 2.8 | 0.7 | 2.1 | 17.4 |
| 2012–13 | San Antonio | 21  | 21  | 35.0 | .470 | .000  | .806 | 10.2 | 1.9 | 0.9 | 1.6 | 18.1 |
| 2013–14 | San Antonio | 23  | 23  | 32.7 | .523 | .000  | .760 | 9.2  | 2.0 | 0.3 | 1.3 | 16.3 |
| 2014–15 | San Antonio | 7   | 7   | 35.7 | .589 | .000  | .559 | 11.1 | 3.3 | 1.3 | 1.4 | 17.9 |
| 2015–16 | San Antonio | 10  | 10  | 21.8 | .423 | -     | .714 | 4.8  | 1.4 | 0.2 | 1.3 | 5.9  |
| Gesamt  | Gesamt      | 251 | 251 | 37.3 | .501 | .143  | .689 | 11.4 | 3.0 | 0.7 | 2.3 | 20.6 |